# Jørgen Brunchorst

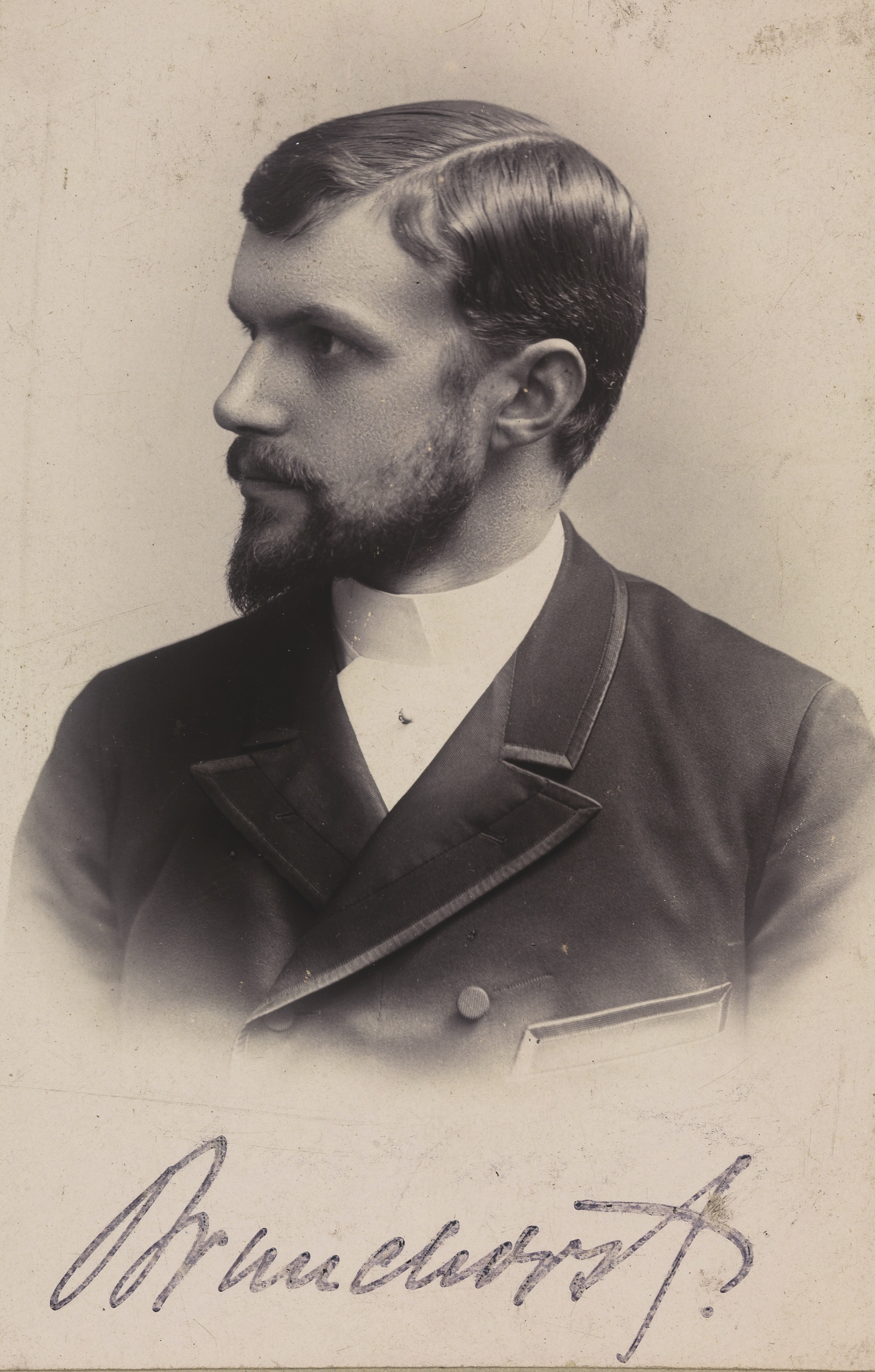
Jørgen Brunchorst

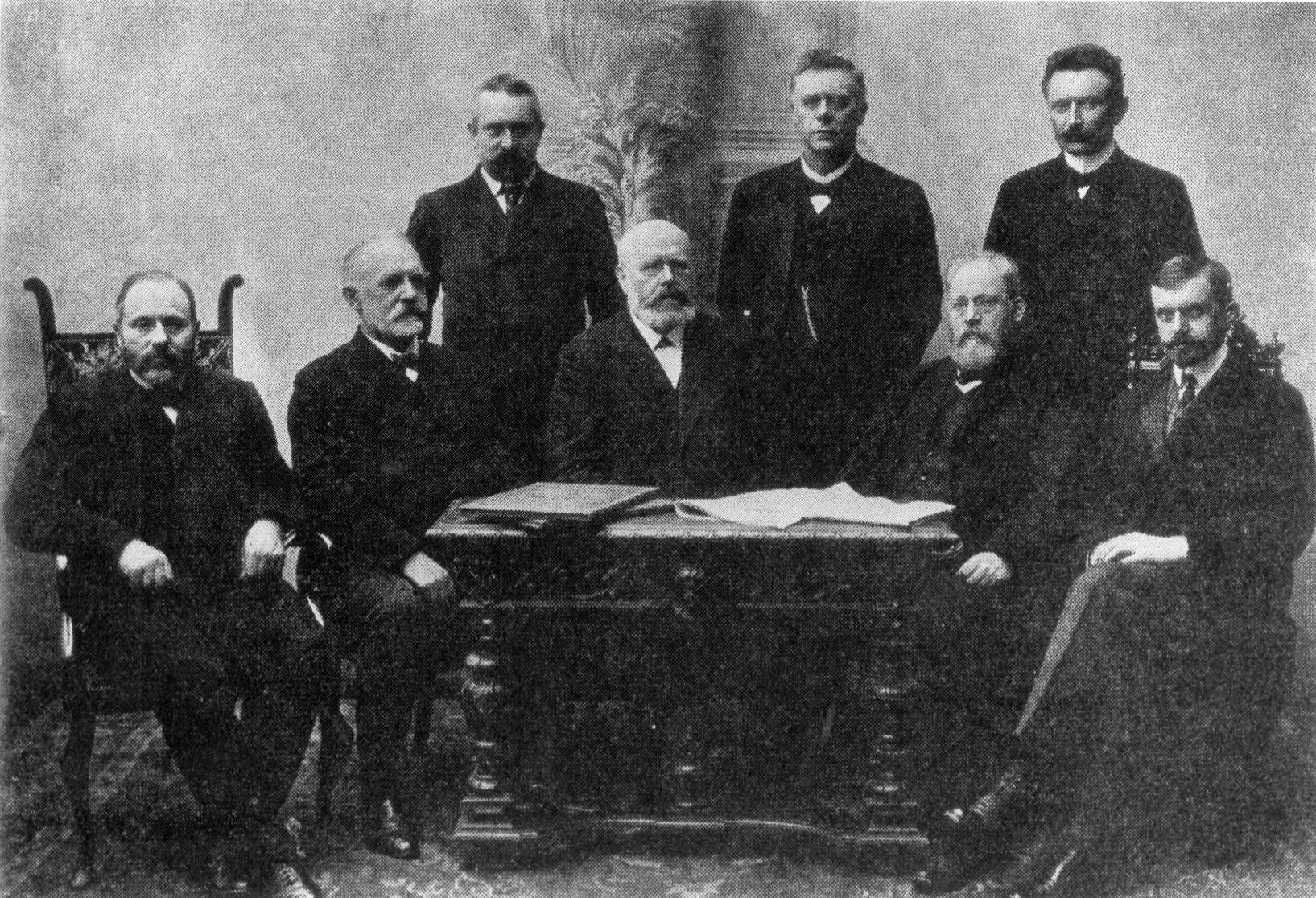
Die norwegische Regierung im Oktober 1907: In der Mitte sitzend der Ministerpräsident Jørgen Løvland, ganz rechts Jørgen Brunchorst.

Jørgen Brunchorst (* 10. August 1862 in Bergen; † 19. Mai 1917 in Rom) war ein norwegischer Botaniker, Politiker und Diplomat. Sein offizielles botanisches Autorenkürzel lautet „Brunch“. In den Jahren um 1900 reformierte Brunchorst das Bergen Museum, das ein halbes Jahrhundert später die Keimzelle der Universität Bergen war. Von September 1907 bis März 1908 leitete er das norwegische Arbeitsministerium. Er war im diplomatischen Dienst in Havanna, Stockholm und Rom tätig.

## Leben
Jørgen Brunchorst wurde 1862 als Sohn des Schiffbauers Christian Ege Brunchorst (1835–1864) und dessen Ehefrau Emma Wesenberg (1837–1919) geboren. Nach dem frühen Tod seines Vaters heiratete Brunchorsts Mutter den Kaufmann Gerhard Stoltz (1833–1907). 1880 beendete Brunchorst die Schule und legte das Examen artium ab, das ihm den Zugang zur Universität eröffnete. Er studierte die Naturwissenschaften, insbesondere Botanik, in verschiedenen deutschen Städten, unter anderem bei Julius Sachs in Würzburg, Albert Bernhard Frank in Berlin und Wilhelm Pfeffer in Tübingen. 1886 wurde er an der Eberhard Karls Universität Tübingen mit der pflanzenphysiologischen Arbeit Über die Wurzelanschwellungen von Alnus und den Elaeagnaceen zum Dr. phil. promoviert. Noch als Student hatte er 1882 in der populärwissenschaftlichen Zeitschrift Naturen einen Nachruf auf Charles Darwin veröffentlicht, der die sorgfältigste Darstellung der Darwinschen Lehre in Norwegen darstellte, seit Peter Christen Asbjørnsen die norwegische Öffentlichkeit 1861 mit der Evolutionstheorie bekanntgemacht hatte.
Daniel Cornelius Danielssen schuf für Brunchorst die Stelle eines dritten Kurators am Bergen Museum. Die anderen beiden Kuratoren waren seit 1862 Johan Koren und seit 1882 Fridtjof Nansen. Obwohl Brunchorst mit Danielssen vereinbart hatte, dass er neben der Arbeit am Museum auch seine Forschungsarbeit auf botanischem Gebiet fortsetzen könne, widmete er sich fortan hauptsächlich der Popularisierung von Wissen. Schon 1887 holte er die Zeitschrift Naturen von Christiania nach Bergen und blieb ihr Herausgeber bis 1906. Für Landwirte und Forstleute richtete er einen phytopathologischen Beratungsdienst ein. In diesem Zusammenhang verfasste er mehrere Publikationen über Pflanzenkrankheiten.
Brunchorsts Hauptinteresse galt der Modernisierung der ständigen Ausstellung des Bergen Museums. Auf mehreren Reisen besuchte er die naturgeschichtlichen Sammlungen des British Museum in South Kensington und das Muséum national d’histoire naturelle in Paris. Den Ideen Thomas Huxleys und William Henry Flowers folgend entwickelte er Vorstellungen für eine Reorganisation der naturkundlichen Abteilung, die er mit Danielssens Unterstützung ab Beginn der 1890er Jahre umsetzte. Kernpunkt des Plans war die Trennung der öffentlich zugänglichen Ausstellung von den Sammlungen, die nur den Fachwissenschaftlern für ihre Forschung zur Verfügung standen. Damit einher ging eine neue Art der Präsentation der Ausstellungsstücke in Glasvitrinen. In seiner Zeit am Bergen Museum, die ihn vom Kurator der botanischen Sammlung 1901 zum Direktor aufsteigen ließ, erweiterte Brunchorst das Museum um zwei Flügel und den botanischen Garten. In einem der Flügel ließ er einen Vortragssaal einrichten, in dem regelmäßig für eine interessierte Öffentlichkeit wissenschaftliche Vorträge gehalten wurden, die bis zu 10.000 Besucher in einem halben Jahr anzogen. Auf Brunchorsts Initiative erhielt Bergen 1892 die erste meeresbiologische Station Norwegens.
Wie sein Mentor Danielssen ließ Brunchorst sich für das norwegische Parlament aufstellen, auch um Einfluss auf die Vergabe öffentlicher Mittel an sein Museum nehmen zu können. Von 1895 bis 1897 vertrat er im Storting die Venstre und von 1903 bis 1906 die Samlingspartiet. 1906 trat Brunchorst im Zuge einer Auseinandersetzung um die Wissenschaftspolitik als Direktor des Bergen Museums zurück und ging als norwegischer Generalkonsul für Westindien nach Havanna. Im September 1907 holte ihn Christian Michelsen in sein Kabinett und betraute ihn mit dem Arbeitsministerium. Nach dessen Rücktritt im Oktober 1907 blieb Brunchorst in der kurzlebigen Regierung unter dem neuen Ministerpräsidenten Jørgen Løvland bis zum März 1908 auf diesem Posten. Anschließend kehrte er nach Havanna zurück. 1910 ging er als Diplomat nach Stockholm und 1916 nach Rom. Hier starb Jørgen Brunchorst am 19. Mai 1917.

## Familie
Jørgen Brunchorst war zweimal verheiratet. Die Ehe mit Ellen (Ella) Bull (* 1861), Bibliothekarin am Bergen Museum, wurde 1911 nach 25 Jahren geschieden. Im selben Jahr heiratete er Andrea (Lill) Langaard (* 1883).

## Auszeichnungen
Brunchorst war seit 1902 Mitglied der Königlich Norwegischen Wissenschaftlichen Gesellschaft. 1908 wurde ihm das Kommandeurskreuz mit Stern des Sankt-Olav-Ordens verliehen.

## Werke
- Über die Wurzelanschwellungen von Alnus und den Elaeagnaceen, Dissertation, Tübingen 1886.
- Ueber eine sehr verbreitete Krankheit der Kartoffelknollen. In: Bergens Museum Aarsberetning 1886, S. 217–226.
- Zur Bekämpfung der Kohlhernie. In: Bergens Museum Aarsberetning 1886, S. 227–231.
- Die Structur der Inhaltskörper in den Zellen einiger Wurzelanschwellungen. In: Bergens Museum Aarsberetning 1886, S. 233–246.
- De vigtigste Plantesygdomme. En populær Fremstilling af Nytteplanternes Sundhedslære, Giertsen, Bergen, 1887.
- Ueber eine neue, verheerende Krankheit der Schwarzföhre, (pinus austriaca Hoss). In: Bergens Museums Aarsberetning Nr. 6/1887, S. 1–16.
- Die biologische Meeresstation in Bergen. In: Bergens Museum Aarsberetning Nr. 5/1891.
- Om South Kensingtonmuseet. In: Bergens Museum Aarsberetning Nr. 5/1891.
- D. C. Danielssen. A Biographical Sketch. In: Bergens Museum Aarbok 1894, S. 1–57.
- Lidt om museer. In: Naturen 23, 1899, S. 1–13 und S. 33–48.
- Bergens Museum 1825–1900: en historisk fremstilling, Gieg, Bergen 1900.